# Katrin Zytomierska
Katrin-Julie Zytomierska (ur. 17 września 1977 w Sztokholmie) – szwedzka prezenterka telewizyjna i blogerka, założycielka i prezes firmy KZ Clean Eating oraz agencji PR-owej Pure PR.

## Dzieciństwo
Katrin Zytomierska urodziła się jako córka polskiej pary: katoliczki i żyda.

## Kariera
Pod koniec 2008 roku Zytomierska, razem z Peterem Jihde, prowadziła program Idol: Eftersnack (w telewizji TV400), będący programem przedstawiającym zakulisowe rozmowy z uczestnikami oraz jurorami szwedzkiej wersji programu Idol (TV4). Jej wypowiedzi w programie często spotykały się z krytyką publiczności, przez co rozważano zastąpienie prezenterki inną osobą. Ostatecznie władze obu stacji nie zdecydowały się na zmianę.
W tym samym roku prowadziła program Sunday Supreme w telewizji MTV Sweden, a także wzięła udział w programie Du är vad du äter. W 2009 roku ponownie została prowadzącą show Idol: Eftersnack, w latach 2009-10 pojawiała się gościnnie w porannym programie radiowym VAKNA! med The Voice. Jej krytyczne opinie dotyczące szwedzkich celebrytów były wówczas szeroko komentowane przez szwedzkie media.
We wrześniu 2010 roku serwis informacyjny Résumé poinformował, że Umiarkowana Partia Koalicyjna zapłaciła Zytomierskiej za promocję na jej blogu przed wyborami parlamentarnymi.

## Życie prywatne
W 2002 roku wyszła za mąż za szwedzkiego dziennikarza Alexa Schulmana, z którym rozstała się w 2008 roku. Od 2009 roku związana jest ze szwedzkim fotografikiem Bingo Rimérem, z którym w 2010 roku doczekała się syna.